# Rhopalaea sagamiana
Rhopalaea sagamiana är en sjöpungsart som beskrevs av Asajiro Oka 1927. Rhopalaea sagamiana ingår i släktet Rhopalaea och familjen Diazonidae. Inga underarter finns listade i Catalogue of Life.